# Vieux moulin à Despotovac
Le vieux moulin à Despotovac (en serbe cyrillique : Стара воденица у Деспотовцу ; en serbe latin : Stara vodenica u Despotovcu) est un moulin à eau situé à Despotovac, dans le district de Pomoravlje, en Serbie. Il est inscrit sur la liste des monuments culturels protégés de la République de Serbie (identifiant no SK 1675),,.

## Présentation
Le moulin, également connu comme le « moulin du monastère » (en serbe : manastirska vodenica), est le seul moulin subsistant à Despotovac ; il a été construit dans la première moitié du XIXe siècle, sans doute vers 1835, peut-être conjointement par le prince (knèze) Đorđe et la famille Staić. Il a reçu son apparence actuelle en 1855 quand l'archimandrite du monastère de Manasija, Evgenije Simonović l'a doté de plus de capacité,. Malgré quelques modifications, le moulin a été préservé jusqu'à nos jours ; son affectation d'origine lui a été retirée dans les années 1960 et il a commencé à se dégrader mais d'importants travaux de restauration ont été réalisés sur le bâtiment jusqu'en 1996.
De plan rectangulaire, le moulin meure 7,8 m sur 18,5 m. Il est construit en pierres concassées renforcées dans les angles. Les parties les plus étroites sont dotées chacune d'une porte. La façade en aval comporte quatre fenêtres. Les murs sont enduits de mortier et sont tous dotés d'une corniche en briques.
À l'intérieur se trouvait un feu ouvert pour les résidents du moulin et une pièce réservée à ses exploitants.